# Hermocrates (Plato)
Hermocrates is de vermoedelijke titel van een dialoog van Plato, waarvan wordt aangenomen dat deze het derde deel zou zijn geworden van diens zogenaamde 'late trilogie', samen met de Timaeus en de Critias. Aangezien Plato er nooit toe gekomen is de Critias af te werken, om een nog onbekende reden, kan met enige zekerheid gesteld worden dat hij nooit is begonnen aan het schrijven van de Hermocrates.
De titel van de dialoog is zoals gebruikelijk in de dialogen van Plato ontleend aan de naam van een van de personen die deelneemt aan de dialoog, in dit geval Hermocrates, een generaal uit Syracuse die ook al een beperkte rol vervulde in de twee voorgaande dialogen. Aannemelijk is dat ook de andere gesprekspartners uit de vorige dialogen terug deel zouden uitmaken van de dialoog. Mogelijk is ook dat de anonieme vreemdeling die kort vermeld wordt aan het begin van de Timaeus tot de gesprekspartners zou hebben gehoord.
Over de inhoud kan enkel worden gespeculeerd. Hermocrates neemt in de voorgaande dialogen slechts een beperkt deel van het gesprek voor zijn rekening. Critias daarentegen beschrijft in de voorafgaande dialoog uitgebreid het verhaal over de val van de ideale staat in het oude Athene negenduizend jaar geleden, veroorzaakt door een inval van de toenmalige zeemacht Atlantis. Hij beroept zich daarbij naar eigen zeggen op prehistorische getuigenissen die overgeleverd zijn via Solon en de Egyptenaren. Het behoort tot de mogelijkheden dat Hermocrates in de ongeschreven dialoog van Plato de taak zou hebben gekregen om toe te lichten waarom Athene, de grootste zeemacht in Plato's tijd, een grote nederlaag had gekend tijdens haar Siciliaanse Expeditie en uiteindelijk ook in de Peloponnesische Oorlog tegen Sparta.
Deze piste is aannemelijk aangezien Hermocrates in die periode een strategos in Syracuse was geweest.

## Culturele referenties
- In het videogame Indiana Jones and the Fate of Atlantis wordt naar de verloren dialoog van Plato verwezen als naar 'De Hermocrates'. In het spel bestaat het boek echt en het is voor Dr. Jones een belangrijk hulpmiddel in de zoektocht naar Atlantis.